# Новый (остров)
Но́вый — остров архипелага Северная Земля. Административно относится к Таймырскому Долгано-Ненецкому району Красноярского края.
Расположен в море Лаптевых в восточной части архипелага у северо-восточного побережья острова Большевик в северной части бухты Закрытая в районе устья реки Пятиугловка. К востоку от Нового лежит более крупный остров Лаврова, а к юго-востоку — небольшой безымянный остров.
Остров вытянут с запада на восток и имеет неровную форму длиной около километра. Берега ровные и пологие. Существенных возвышенностей нет.

## Топографические карты
- Лист карты T-48-VII,VIII,IX залив Ахматова. Масштаб: 1 : 200 000. Состояние местности на 1982 год. Издание 1988 г.